# Nate Thurmond
Nathaniel «Nate» Thurmond (Akron, Ohio, 25 de juliol de 1941 — San Francisco, Califòrnia, 16 de juliol de 2016) va ser un basquetbolista estatunidenc. Va jugar 14 temporades a l'NBA, 11 de les quals als San Francisco/Golden State Warriors, a les posicions de pivot i aler pivot. Un gran rebotador, el 1965 capturà 42 rebots en partit, estadística només per darrere de Wilt Chamberlain i Bill Russell. Thurmond va ser el primer jugador de la competició en assolir un quàdruple doble, l'any 1974 pels Chicago Bulls, col·leccionant 22 punts, 14 rebots, 13 assistències i 12 taps. Fou escollit per l'All-Star set vegades.
Thurmond fou escollit membre del Basketball Hall of Fame i com un dels 50 millors jugadors de la història de l'NBA. Els fan el batejaren amb el sobrenom de Nate the Great («Nate el Gran»); tant els Warriors com els Cleveland Cavaliers retiraren el seu número de dorsal, 42.